# Американская школа классических исследований в Афинах
Американская школа классических исследований в Афинах (англ. American School of Classical Studies at Athens, ASCSA) — крупнейшее из 19 иностранных археологических учреждений в Афинах, столице Греции. Основано в 1881 году. Является членом Совета американских заморских исследовательских центров (CAORC), основанного в 1981 году. CAORC является частной некоммерческой федерацией независимых зарубежных исследовательских центров, которые продвигают передовые исследования в области гуманитарных и социальных наук, с акцентом на сохранение культурного наследия, понимания и интерпретации современных обществ. Финансирование производится Государственным департаментом США, департаментом образования США и Смитсоновским институтом, а также от частных фондов и частных лиц.
Руководит раскопками на Афинской агоре (с 1932 года) и в Древнем Коринфе (с 1896 года), двумя библиотеками, лабораторией и издательством. Издаёт журнал Hesperia.
Является частной некоммерческой организацией. Финансирование производится в первую очередь от частных фондов и частных лиц.
Академические программы и исследовательская база школы курируются представителями консорциума, в который входят две сотни учебных заведений США и Канады. Юридическую ответственность несёт и управляет целевым фондом, финансами и имуществом школы совет попечителей, в состав которого входят выдающиеся представители бизнеса, права, филантропии и академических кругов. 
Директор школы с 2022 года — Бонна Вескоут.